# Уралан
ФК «Урала́н» (рос. Уралан) — російський футбольний клуб з міста Еліста. Вперше заснований у 1958, реанімувався після припинення існування двічі — у 2005 та 2014 роках.

## Історія клубу

### ФК «Уралан» (1958–2004)
Клуб було засновано у 1958 році на підприємстві «Автобаза № 9» тресту «Калмстрой». Назва «Уралан» в перекладі з калмицької означає «вперед». Команда брала участь у внутрішніх змаганнях Калмикії, де була незмінним чемпіоном та володарем кубку аж до 1966 року, доки не розпочала виступи у класі «Б» чемпіонату СРСР. Найвищим досягненням клубу стало «срібло» другої ліги у останньому чемпіонаті СРСР, завдяки чому свої виступи у новоствореному чемпіонаті Росії «Уралан» розпочав з першої ліги.
У 1997 році, здобувши «золото» першого дивізіону, клуб отримав право на участь у вищій лізі. Найкращий результат в «еліті» «Уралан» продемонстрував у 1998 році, посівши за підсумками сезону 7-ме місце. В чемпіонаті 2000 року команда фінішувала останньою і наступний сезон провела у першому дивізіоні, однак посівши за підсумками сезону друге місце, знову здобула путівку наверх. Втім, вже за роки елістинці спочатку вилетіли з «вишки», а згодом зіштовхнулися і з серйозними фінансовими проблемами. Гравці почали залишати клуб і зрештою дійшло навіть до того, що тренерський штаб не міг виставити на гру повноцінний стартовий склад. Відмовившись від подальшої участі у змаганнях, «Уралан» був позбавлений ліцензії.

### ФК «Еліста» (2005–2006)
Клуб було створено у 2005 році на базі розформованого «Уралану». Більшість гравців новоствореної команди були вихованцями місцевої футбольної школи. У 2005 році «Еліста» розпочала виступи у зоні «Південь» ЛФЛ, де зайняла за підсумками сезону друге місце. Після клопотання ЛФЛ РФС та ПФЛ ухвалили рішення надати команді додаткове місце в зоні «Південь» другого дивізіону ПФЛ та видали клубу професійну ліцензію. У 2006 році «Елісту» було виключено з членів ПФЛ по ходу змагань (після завершення 18 турів). В 14 матчах, що залишилися, клубу було зараховано технічну поразку з рахунком 0:3. На цьому існування «Елісти» припинилося.

### ФК «Уралан» (2014-дотепер)
18 травня 2014 року футбольний клуб «Уралан» було відтворено та заявлено до Зони ПФО-ПКФО третього дивізіону чемпіонату Росії. В дебютному сезоні команда посіла 7-ме місце серед 11-ти учасників.

## Відомі гравці
Повний список гравців «Уралана», статті про яких містяться у Вікіпедії, дивіться тут.
- Олег Веретенніков
- Олексій Смертін
- Олександр Філімонов
- Ахрік Цвейба
- Ігор Чугайнов
- Олексій Антюхін
- Василь Євсєєв
- Сергій Кормильцев
- Павло Шкапенко
- Артем Яшкін
- Самір Алієв
- Раду Ребежа

## Відомі тренери
Повний список тренерів «Уралана», статті про яких містяться у Вікіпедії, дивіться тут.
- Олександр Авер'янов
- Леонід Слуцький
- Ігор Шалімов
- Віталій Шевченко
- Павло Яковенко
- Реваз Дзодзуашвілі